# ۲۴۹ (عدد)
۲۴۹ یک عدد طبیعی است که بعد از ۲۴۸ و قبل از ۲۵۰ قرار دارد.